# ATC (J07)
Jest to część klasyfikacji anatomiczno-terapeutyczno-chemicznej:
- J – Leki stosowane w zakażeniach
  - J 01 – Leki przeciwbakteryjne do stosowania wewnętrznego
  - J 02 – Leki przeciwgrzybicze do stosowania wewnętrznego
  - J 04 – Leki przeciwprątkowe
  - J 05 – Leki przeciwwirusowe do stosowania wewnętrznego
  - J 06 – Surowice odpornościowe i immunoglobuliny
  - J 07 – Szczepionki

Obejmuje ona szczepionki:

## J 07 A – Szczepionki przeciwbakteryjne
- J 07 AC – Szczepionki przeciw wąglikowi
  - J 07 AC 01 – antygen wąglikowy
- J 07 AD – Szczepionki przeciw brucelozie
  - J 07 AD 01 – antygen Brucella
- J 07 AE – Szczepionki przeciw cholerze
  - J 07 AE 01 – szczepionka zawierające inaktywowane szczepy Przecinkowca cholery
  - J 07 AE 02 – szczepionka zawierające atenuowane komórki Przecinkowca cholery
  - J 07 AE 51 – szczepionka zawierające inaktywowane szczepy Przecinkowca cholery w połączeniach ze szczepionką zawierającą inaktywowane szczepy bakterii duru brzusznego (Salmonella typhi)
- J 07 AF – Szczepionki przeciw błonicy
  - J 07 AF 01 – Anatoksyna błonicy
- J 07 AG – Szczepionki przeciw Haemophilus influenzae typu b
  - J 07 AG 01 – szczepionka skoniugowana zawierająca oczyszczony antygen Haemophilus influenzae typu b
  - J 07 AG 51 – szczepionka zawierająca antygen Haemophilus influenzae typu b w połączeniach z anatoksynami
  - J 07 AG 52 – szczepionka zawierająca antygen Haemophilus influenzae typu b w połączeniach z anatoksyną i szczepionką przeciw krztuścowi
  - J 07 AG 53 – szczepionka zawierająca antygen Haemophilus influenzae typu b w połączeniach ze szczepionką przeciwmeningokokową monowalentną C
  - J 07 AG 54 – szczepionka zawierająca antygen Haemophilus influenzae typu b w połączeniach ze szczepionką przeciwmeningokokową dwuwalentną C, Y, skoniugowana
- J 07 AH – Szczepionki przeciwmeningokokowe
  - J 07 AH 01 – szczepionka monowalentna A zawierająca oczyszczony antygen polisacharydowy
  - J 07 AH 02 – inne monowalentne szczepionki zawierające oczyszczony antygen polisacharydowy
  - J 07 AH 03 – szczepionka dwuwalentna A, C zawierająca oczyszczony antygen polisacharydowy
  - J 07 AH 04 – szczepionka czterowalentna A, C, Y, W-135 zawierająca oczyszczony antygen polisacharydowy
  - J 07 AH 05 – inne poliwalentne szczepionki zawierająca oczyszczony antygen polisacharydowy
  - J 07 AH 06 – szczepionka monowalentna B zawierająca antygen pęcherzyków zewnątrzbłonowych
  - J 07 AH 07 – szczepionka monowalentna C, skoniugowana, zawierająca oczyszczony antygen polisacharydowy
  - J 07 AH 08 – szczepionka czterowalentna A, C, Y, W-135, skoniugowana, zawierająca oczyszczony antygen polisacharydowy
  - J 07 AH 09 – szczepionka poliwalentna B
  - J 07 AH 10 – szczepionka poliwalentna A, skoniugowana, zawierająca oczyszczony antygen polisacharydowy

- J 07 AJ – Szczepionki przeciw krztuścowi
  - J 07 AJ 01 – szczepionka zawierająca inaktywowane szczepy Pałeczki krztuśca
  - J 07 AJ 02 – szczepionka zawierająca oczyszczony antygen
  - J 07 AJ 51 – szczepionka zawierająca inaktywowane szczepy Pałeczki krztuśca w połączeniach z anatoksynami
  - J 07 AJ 52 – szczepionka zawierająca oczyszczony antygen krztuśca w połączeniach z anatoksynami
- J 07 AK – Szczepionki przeciw dżumie
  - J 07 AK 01 – szczepionka zawierająca inaktywowane szczepy Pałeczki dżumy
- J 07 AL – Szczepionki przeciwpneumokokowe
  - J 07 AL 01 – szczepionka zawierająca oczyszczony antygen polisacharydowy
  - J 07 AL 02 – szczepionka skoniugowana, zawierająca oczyszczony antygen polisacharydowy
  - J 07 AL 52 – szczepionka zawierająca oczyszczony antygen polisacharydowy w połączeniach ze szczepionką przeciw Haemophilus influenzae
- J 07 AM – Szczepionki przeciw tężcowi
  - J 07 AM 01 – anatoksyna tężcowa
  - J 07 AM 51 – anatoksyna tężcowa w połączeniach z anatoksyną błonicy
  - J 07 AM 52 – anatoksyna tężcowa w połączeniach immunoglobulinami przeciwtężcowymi
- J 07 AN – Szczepionki przeciw gruźlicy
  - J 07 AN 01 – szczepionka zawierająca atenuowane szczepy Prątka gruźlicy
- J 07 AP – Szczepionki przeciw durowi brzusznemu
  - J 07 AP 01 – doustna szczepionka zawierająca atenuowane szczepy Salmonella typhi
  - J 07 AP 02 – szczepionka zawierająca inaktywowane szczepy Salmonella typhi
  - J 07 AP 03 – szczepionka zawierająca oczyszczony antygen polisacharydowy
  - J 07 AP 10 – szczepionki przeciw durowi brzusznemu w połączeniach ze szczepionkami przeciw durowi rzekomemu
- J 07 AR – Szczepionki przeciw durowi plamistemu
  - J 07 AR 01 – szczepionka zawierająca inaktywowane szczepy Rickettsia prowazekii
- J 07 AX – Inne szczepionki przeciwbakteryjne
  - J 07 AX 01 – szczepionka przeciw leptospirozie

## J 07 B – Szczepionki przeciwwirusowe
- J 07 BA – Szczepionki przeciw wirusowemu zapaleniu mózgu
  - J 07 BA 01 – szczepionka zawierająca inaktywowane wirusy kleszczowego zapalenia mózgu
  - J 07 BA 02 – szczepionka zawierająca inaktywowane wirusy japońskiego zapalenia mózgu
  - J 07 BA 03 – szczepionka zawierająca atenuowane wirusy japońskiego zapalenia mózgu
- J 07 BB – Szczepionki przeciw grypie
  - J 07 BB 01 – szczepionka zawierająca inaktywowane wirusy grypy
  - J 07 BB 02 – szczepionka zawierająca oczyszczony antygen
  - J 07 BB 03 – szczepionka zawierająca atenuowane wirusy grypy
  - J 07 BB 04 – szczepionka zawierająca inaktywowane fragmenty wirusa grypy
- J 07 BC – Szczepionki przeciw wirusowemu zapaleniu wątroby
  - J 07 BC 01 – szczepionka zawierająca oczyszczony antygen wirusa zapalenia wątroby typu B
  - J 07 BC 02 – szczepionka zawierająca inaktywowane wirusy zapalenia wątroby typu A
  - J 07 BC 20 – połączenia
- J 07 BD – Szczepionki przeciw odrze
  - J 07 BD 01 – szczepionka zawierająca atenuowane wirusy odry
  - J 07 BD 51 – szczepionka zawierająca atenuowane wirusy odry w połączeniach ze szczepionkami zawierającymi atenuowane wirusy świnki
  - J 07 BD 52 – szczepionka zawierająca atenuowane wirusy odry w połączeniach ze szczepionkami zawierającymi atenuowane wirusy świnki i różyczki
  - J 07 BD 53 – szczepionka zawierająca atenuowane wirusy odry w połączeniach ze szczepionkami zawierającymi atenuowane wirusy różyczki
  - J 07 BD 54 – szczepionka zawierająca atenuowane wirusy odry w połączeniach ze szczepionkami zawierającymi atenuowane wirusy świnki, różyczki oraz ospy wietrznej
- J 07 BE – Szczepionki przeciw śwince
  - J 07 BE 01 – szczepionka zawierająca atenuowane wirusy nagminnego zapalenia przyusznic
- J 07 BF – Szczepionki przeciw chorobie Heinego i Medina
  - J 07 BF 01 – monowalentna, doustna szczepionka zawierająca atenuowane wirusy polio
  - J 07 BF 02 – triwalentna, doustna szczepionka zawierająca atenuowane wirusy polio
  - J 07 BF 03 – triwalentna szczepionka zawierająca inaktywowane wirusy polio
  - J 07 BF 04 – biwalentna, doustna szczepionka zawierająca atenuowane wirusy polio
- J 07 BG – Szczepionki przeciw wściekliźnie
  - J 07 BG 01 – szczepionka zawierająca inaktywowane wirusy wścieklizny
- J 07 BH – Szczepionki przeciw rotawirusowemu zakażeniu przewodu pokarmowego
  - J 07 BH 01 – szczepionka zawierająca atenuowane rotawirusy
  - J 07 BH 02 – pięciowalentna szczepionka zawierająca reasortanty ludzko-bydlęce
- J 07 BJ – Szczepionki przeciw różyczce
  - J 07 BJ 01 – szczepionka zawierająca atenuowane wirusy różyczki
  - J 07 BJ 51 – szczepionka zawierająca atenuowane wirusy różyczki w połączeniach ze szczepionkami zawierającymi atenuowane wirusy świnki
- J 07 BK – Szczepionki przeciw wirusowi ospy wietrznej i półpaśca
  - J 07 BK 01 – szczepionki przeciw ospie wietrznej
  - J 07 BK 02 – szczepionka zawierająca atenuowane wirusy przeciw półpaścowi
  - J 07 BK 03 – szczepionka zawierająca oczyszczony antygen przeciw półpaścowi
- J 07 BL – Szczepionki przeciw żółtej febrze
  - J 07 BL 01 – szczepionka zawierająca atenuowane wirusy żółtej febry
- J 07 BM – Szczepionki przeciw wirusowi brodawczaka ludzkiego
  - J 07 BM 01 – szczepionka przeciw podtypom 6, 11, 16 i 18 wirusa
  - J 07 BM 02 – szczepionka przeciw podtypom 16 i 18 wirusa
  - J 07 BM 03 – szczepionka przeciw podtypom 6, 11, 16, 18, 31, 33, 45, 52 i 58 wirusa
- J 07 BN – Szczepionki przeciw COVID-19
  - J 07 BN 01 – szczepionki oparte na mRNA przeciw COVID-19
  - J 07 BN 02 – szczepionki oparte na niereplikującym wektorze wirusowym przeciw COVID-19
  - J 07 BN 03 – szczepionki oparte na inaktywowanym wirusie przeciw COVID-19
  - J 07 BN 04 – szczepionki oparte na podjednostkach białkowych przeciw COVID-19
  - J 07 BN 05 – szczepionki oparte na wirusopodobnych cząsteczkach przeciw COVID-19
- J 07 BX – Inne szczepionki przeciwwirusowe
  - J 07 BX 01 – szczepionka przeciw wirusowi ospy prawdziwej oraz wirusowi ospy małpiej
  - J 07 BX 02 – szczepionka przeciw wirusowi Ebola
  - J 07 BX 04 – szczepionka przeciw wirusowi dengi
  - J 07 BX 05 – szczepionka przeciw syncytialnemu wirusowi oddechowemu
  - J 07 BX 06 – szczepionka przeciw enterovirusowi 71

## J 07 C – Połączenia szczepionek przeciwbakteryjnych i przeciwwirusowych
- J 07 CA – Połączenia szczepionek przeciwbakteryjnych i przeciwwirusowych
  - J 07 CA 01 – błonica – polio – tężec
  - J 07 CA 02 – błonica – krztusiec – polio – tężec
  - J 07 CA 03 – błonica – różyczka – tężec
  - J 07 CA 04 – haemophilus influenzae typu b – polio
  - J 07 CA 05 – błonica – wirusowe zapalenie wątroby typu B – krztusiec – tężec
  - J 07 CA 06 – błonica – Haemophilus influenzae typu B – krztusiec – polio – tężec
  - J 07 CA 07 – błonica – wirusowe zapalenie wątroby typu B – tężec
  - J 07 CA 08 – haemophilus influenzae typu b – wirusowe zapalenie wątroby typu B
  - J 07 CA 09 – błonica – Haemophilus influenzae typu b – krztusiec – polio – tężec – wirusowe zapalenie wątroby typu B
  - J 07 CA 10 – dur brzuszny – wirusowe zapalenie wątroby typu A
  - J 07 CA 11 – błonica – Hemophilus influenzae typu b – krztusiec rzekomy – tężec – wirusowe zapalenie wątroby typu B
  - J 07 CA 12 – błonica – krztusiec rzekomy – polio – tężec – wirusowe zapalenie wątroby typu B
  - J 07 CA 13 – błonica – Hemophilus influenzae typu b – krztusiec rzekomy – tężec – wirusowe zapalenie wątroby typu B – szczepionki monowalentne A i C przeciw dwoinkom zapalenia opon mózgowo-rdzeniowych

## J 07 X – Inne szczepionki
- J 07 XA – Szczepionki przeciw pasożytnicze
  - J 07 XA 01 – szczepionka przeciw malarii